# 티머시 트레드웰
티머시 트레드웰(Timothy Treadwell, 1957년 4월 29일 ~ 2003년 10월 5일)은 미국의 곰 애호가이자 환경보호론자이다. 13년 이상에 걸쳐 알래스카주 카트마이 국립공원을 여러 차례 방문하여 회색곰(그리즐리 베어)과 함께 지내며 회색곰을 비롯한 야생동물들과 지내는 모습을 촬영해왔다. 2003년에 여자친구 에이미 후구너드(Amie Huguenard)와 함께 그 곳을 다시 방문하였을 때 회색곰에게 공격을 받아 같이 사망하였다. 트레드웰의 곰에 대한 관심과 죽음에 관한 내용들은 베르너 헤어초크(Werner Herzog)에 의해 2005년에 다큐멘터리 영화 《그리즐리 맨》으로 제작되었다.